# Beni Lahcene
Pour les articles homonymes, voir Lahcene.
Beni Lahcene est une commune de la wilaya de Tissemsilt en Algérie.